# Meri Kuri
Meri Kuri (メリクリ Merry Chri) è un singolo della cantante sudcoreana BoA, pubblicato nel 2004.

## Tracce
Versione giapponese
1. Meri Kuri (メリクリ)
2. Mega Step
3. The Christmas Song
4. Meri Kuri (メリクリ) (Instrumental)
5. Mega Step (Instrumental)

Versione coreana
1. Merry-Chri (메리-크리)
2. Mega Step
3. The Christmas Song
4. Merry-Chri (메리-크리) (Instrumental)
5. Mega Step (Instrumental)